# Мохамед бин Рашид ал-Мактум
Шейх Мохамед бин Рашид ал-Мактум (на арабски: محمد بن راشد آل مكتوم), или само шейх Мохамед, (роден на 22 юли 1949 г.), е министър-председател и вицепрезидент на Обединените арабски емирства, както и емир на Дубай.

## Богатство
През юни 2010 г. богатството му се оценява от списание Forbes на $ 12,3 млрд. американски долара.

## Благотворителност
Шейх Мохамед бин Рашид Ал Мактум е известен със своите огромни благотворителни дарения. На 19 май 2007 г. обявява плановете си да даде $US 10 млрд. за създаване на образователната Фондация „Мохамед бин Рашид ал-Мактум“ – едно от най-големите благотворителни дарения в историята. Шейх Мохамед е заявил, че дарението има за цел преодоляване на недостига на знания в арабския регион спрямо развития свят, подобряване на стандарта на образованието и научните изследвания в региона, развитие на лидерски програми за младежта, стимулиране създаването на работни места. Съобщението е направено през 2007 г. на Световния икономически форум в Йордания. Сред ключовите инициативи на фондацията е БАЙТ Ul Hikma.

## Грижи за Дубай
През септември 2007 г. той стартира „Дубай грижи“ – кампания за набиране на средства за обучение на 1 млн. деца в бедните страни. Кампанията е приносът на Дубай за постигане на „Целите на хилядолетието за развитие“ за предоставяне на начално образование за всяко дете до 2015 г. Размерът на даренията на тази кампания е превишил 3,4 млрд. AED, приблизително $ 910 млн.